# Ontsnapping van Donnet en Divoy
De ontsnapping van Donnet en Divoy is een gebeurtenis waarbij twee Belgische piloten aan de Duitsers ontsnapten tijdens de Tweede Wereldoorlog vanuit België naar Engeland om zich aan te sluiten bij de RAF.
Michel Donnet en Léon Divoy waren twee Belgische piloten met een vliegverbod tijdens de oorlog. Beiden wilden naar Engeland om zich aan te sluiten bij de RAF.
Hiervoor namen ze een onklaar gemaakte SV-4 uit een loods van het landgoed te Block in Hoeilaart, herstelden die, destilleerden zelf hun kerosine uit autobenzine en vlogen in de nacht van 4 op 5 juli 1941 naar Engeland (Thorpe-le-Soken.). Onderweg werden ze beschoten door afweergeschut dat hun vliegtuig hoorde overvliegen.
Een monument staat in de weide in Overijse vanwaar de beide piloten wegvlogen.